# Karma (Winger-Album)
Karma ist das 2009 veröffentlichte fünfte Studioalbum der US-amerikanischen Hard-Rock-Band Winger. Es wurde von der Redaktion des Magazins Rocks in die Liste der Alben des Jahres 2009 aufgenommen und fand weltweit Anerkennung.

## Hintergrund
Nach ihrem Comeback im Jahre 2006 hatte Winger mit dem Album IV positive Resonanzen erfahren. 2007 veröffentlichte die Gruppe auf ihrem neuen Label Frontiers Records die Doppelalben Demo Anthology und Winger Live, bevor die Band 2008 ins Studio ging, um ein neues Album aufzunehmen.
Mit dem Titel First Ending enthielt die europäische Ausgabe der CD ein Instrumentalstück.

## Titelliste
1. Deal with the Devil (Winger, Beach, Purnell) – 2:59
2. Stone Cold Killer (Winger, Beach) – 2:45
3. Big World Away (Winger) – 3:50
4. Come a Little Closer (Winger, Beach) – 2:50
5. Pull Me Under (Winger, Huff, Beach) – 3:20
6. Supernova (Winger, Beach) – 6:17
7. Always Within Me (Winger, Beach) – 4:15
8. Feeding Frenzy (Winger, Beach) – 3:00
9. After All This Time (Winger, Roth, Beach) – 6:23
10. Witness (Winger, Beach) – 7:15
11. First Ending (Morgenstein) – 3:24
12. The Making of Karma [CD-Rom Track]

## Rezeption
Jenny Rönnebeck schrieb für Rock Hard, schon mit ihrem Reunion-Album IV hätte Winger „einen Schritt weg von ihrem gerne als Weichspüler bezeichneten Sound“ hin zu „äußerst gitarrenlastigem Uptempo-Rock“ gemacht. Reb Beach sei „eine wahre Größe an den Saiten“ und präge Tracks wie Stone Cold Killer und das druckvolle Pull Me Under, während das groovige Come A Little Closer, das schleppende Supernova oder das gemäßigte Always Within Me „ganz klar den ausdrucksstarken Vocals von Bandchef Kip Winger angepasst“ worden seien. Absolute Highlights auf dem Album seien aber das bluesige After All This Time und das bombastische Witness, bei denen beide Musiker glänzten.